# Bicktjärnet (Gräsmarks socken, Värmland, 663597-133907)
Bicktjärnet är en sjö i Sunne kommun i Värmland och ingår i Göta älvs huvudavrinningsområde.